# Villatoro (kommun)
Villatoro är en kommun i Spanien.   Den ligger i provinsen Provincia de Ávila och regionen Kastilien och Leon, i den centrala delen av landet, 120 km väster om huvudstaden Madrid. Antalet invånare är 191. Arean är 56 kvadratkilometer.
Terrängen i Villatoro är huvudsakligen kuperad, men åt nordost är den platt.